# Ирголи
Ѝрголи (на италиански и на сардински: Irgoli) е малко градче и община в Южна Италия, провинция Нуоро, автономен регион и остров Сардиния. Разположено е на 26 m надморска височина. Населението на общината е 2348 души (към 2010 г.).